# Simulium multifurcatum
Simulium multifurcatum är en tvåvingeart som beskrevs av Zhang 1991. Simulium multifurcatum ingår i släktet Simulium och familjen knott. Inga underarter finns listade i Catalogue of Life.